# توسنهاوزن
توسنهاوزن (به آلمانی: Tussenhausen) یک شهر در آلمان است که در بایرن واقع شده‌است.

## خصوصیات
توسنهاوزن ۴۱٫۷۹ کیلومترمربع مساحت دارد ۵۷۵ متر بالاتر از سطح دریا واقع شده‌است.